# Ben Linder
Benjamin Ernest « Ben » Linder (7 juillet 1959 - 28 avril 1987) est un ingénieur américain.
Linder part au Nicaragua et a pour objectif d'aider la révolution sandiniste (survenue en 1979) en apportant ses compétences au service de la population du pays. Alors qu'il travaillait sur un petit barrage hydroélectrique dans le nord rural du Nicaragua, Linder a été tué par les Contras, terme qui désigne un ensemble de groupes paramilitaires antisandinistes financés par le gouvernement américain.
Survenant à un moment où le soutien américain aux Contras était déjà très controversé, la mort de Linder a fait la une des journaux du monde entier et polarisé davantage l'opinion aux États-Unis.

## Biographie
Né en Californie, Linder a été élevé dans une famille juive laïque à San Francisco et plus tard à Portland, en Oregon. Il est diplômé de l'Adams High School de Portland en 1977. Pendant qu'il est à l'Université de Washington, Linder pratique la jonglerie et est souvent aperçu dans les environs de Seattle, chevauchant un grand monocycle. Il obtient son diplôme en 1983 en génie mécanique. Il quitte sa maison familiale cet été-là et déménage à Managua, la capitale du Nicaragua.
Linder s'est senti inspiré par la révolution sandiniste de 1979 et a voulu soutenir les inclinations des sandinistes pour améliorer les conditions de vie des habitants du Nicaragua. L'administration Reagan, de son côté, s'oppose à la révolution sandiniste, qu'elle perçoit comme une menace communiste, en pleine période de guerre froide. À partir de 1981, la Central Intelligence Agency a secrètement formé, armé et approvisionné des milliers de rebelles des Contras. Un élément majeur de la stratégie des Contras est de lancer des attaques contre les coopératives gouvernementales, les cliniques de santé et les centrales électriques, des structures qui témoignent de façon flagrante des améliorations sociales apportées par les nouveaux dirigeants du pays.
En 1986, Linder déménage de Managua à El Cuá, un village situé dans la zone de guerre nicaraguayenne, où il aide à former une équipe pour construire une centrale hydroélectrique afin d'apporter de l'électricité à la ville. Alors qu'il vivait à El Cuá, il a participé à des campagnes de vaccination, utilisant ses talents de clown, de jongleur et de monocycliste pour divertir les enfants locaux.
Le 28 avril 1987, Linder et deux Nicaraguayens sont tués dans une embuscade de Contras alors qu'ils voyageaient à travers la forêt pour repérer le lieu d'un futur  chantier de construction d'un nouveau barrage pour le village voisin de San José de Bocay. L'autopsie a montré que Linder avait été blessé par une grenade, puis abattu à bout portant dans la tête. Les deux Nicaraguayens, Sergio Hernández et Pablo Rosales, ont également été tués à bout portant.

## Controverse
La mort de Linder a rapidement enflammé le débat déjà polarisé aux États-Unis, les opposants à la politique américaine reaganienne dénonçant l'utilisation de l'argent des contribuables pour financer le meurtre d'un citoyen américain, ainsi que de milliers de civils nicaraguayens.
L'administration s'est exprimée pour dénoncer ces attaques. Le porte-parole de la Maison-Blanche, Marlin Fitzwater, cité dans le New York Times, affirme alors que les citoyens américains travaillant au Nicaragua se sont « mis en danger eux-mêmes ». Le secrétaire d'État assistant Elliott Abrams, un ardent partisan du soutien aux Contras, a également affirmé que Linder aurait dû savoir qu'il ne fallait pas se trouver dans une zone de combat.

La mère de Linder, Elisabeth, au Nicaragua pour les funérailles de son fils, a déclaré :
Mon fils a été brutalement assassiné pour avoir apporté l'électricité à des personnes pauvres du nord du Nicaragua. Il a été assassiné parce qu'il avait un rêve et parce qu'il a eu le courage de réaliser ce rêve. Ben m'a dit, la première année qu'il était ici : « C'est un sentiment merveilleux de travailler dans un pays où la première préoccupation du gouvernement est pour son peuple, pour l'ensemble de son peuple. » 
Lors d'une audience du Congrès américain en mai 1987, certains défenseurs de la politique américaine au Nicaragua ont répondu, lançant des attaques personnelles contre la famille de Linder et d'autres témoins. The Village Voice a rapporté un échange entre le représentant américain Connie Mack et Elisabeth Linder, qui venait d'apporter un témoignage sur le travail et les motivations de son fils. Mack a accusé Elisabeth Linder d'avoir utilisé son chagrin « pour politiser cette situation », ajoutant : « Je ne veux pas être dur avec vous, mais je sens vraiment que vous souhaitiez que cela arrive ». 
La mort de Linder, survenue alors que les audiences du Congrès enquêtaient sur l'affaire Iran-Contra, a alimenté le débat aux États-Unis sur la guerre secrète au Nicaragua. L'année suivante, le Congrès refusa de renouveler l'aide aux Contras. Entre-temps, la guerre civile, la conscription forcée dans l'armée nicaraguayenne, l'effondrement de l'économie, le durcissement du régime et la restriction des libertés civiles au milieu des années 1980, ont fini par causer la défaite du gouvernement du FSLN lors des élections de février 1990.

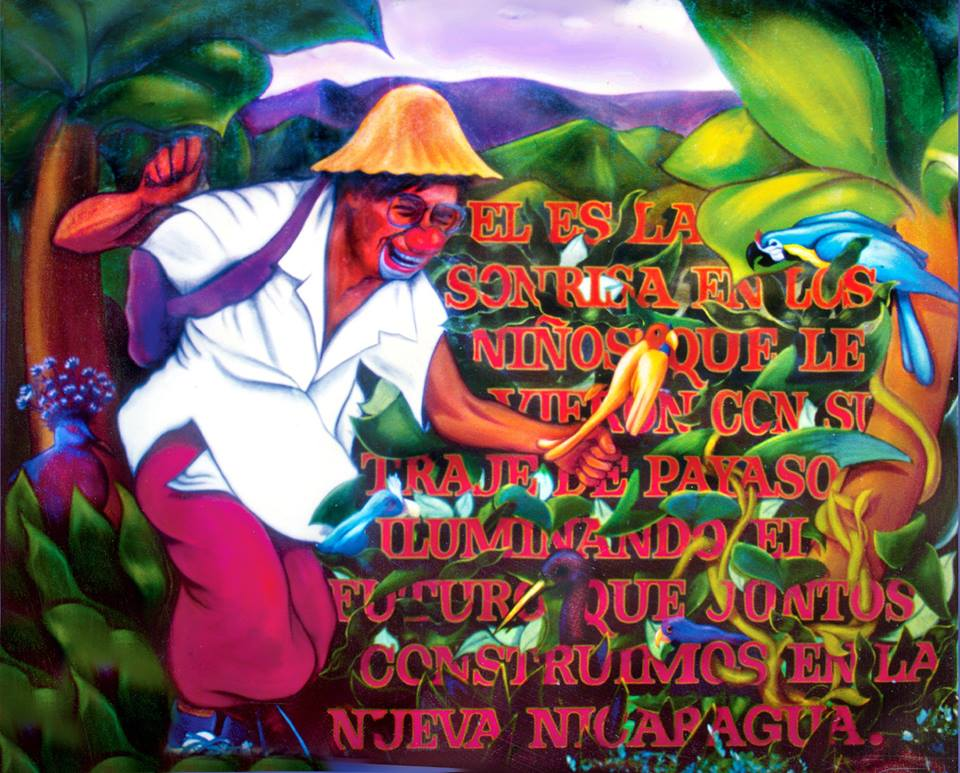
Peinture murale de Mike Alewitz dédiée à Ben Linder. Esteli, Nicaragua. 1989.

En juillet 1996, le journaliste américain Paul Berman a publié un article dans The New Yorker contenant une interview d'un homme qui prétendait avoir tué Linder. Les parents de Linder et leurs avocats ont publiquement dénoncé l'article et contesté la réalité du contenu du témoignage de l'homme interrogé par Berman. En 2001, la journaliste Joan Kruckewitt, qui a vécu au Nicaragua de 1983 à 1991 et a couvert la guerre entre les sandinistes et les Contras pour ABC Radio, a écrit un livre intitulé La mort de Ben Linder, donnant un portrait plus précis de sa vie.
La chanson Fragile sur l'album de Sting en 1987, ...Nothing Like the Sun, est un hommage à Ben Linder. En 1989, l'artiste américain Mike Alewitz a peint une peinture murale à la mémoire de Linder à Esteli, au Nicaragua. De même, l'auteur-compositeur-interprète Dean Stevens a écrit et enregistré The Children Knew Ben sur son disque sorti 1989 intitulé Seeds, pour Volcano Records. Le livre de 1990 Animal Dreams de Barbara Kingsolver est également dédié à sa mémoire, tout comme le Ben Linder Cafe (maintenant fermé) à Leon, au Nicaragua, qui était ornée de sa photo et de souvenirs liés à sa vie. Une semaine après la mort de Ben, un groupe nommé Jugglers for Peace a fait une tournée au Nicaragua pour présenter des spectacles dans des écoles, des camps militaires, des coopératives, des villages et dans les rues pour célébrer sa vie et son travail. Ils ont été invités à se joindre à une marche pour la paix avec d'autres militants vers la ville où il travaillait et ont réalisé un documentaire vidéo de cette tournée, nommée Passing Through Nicaragua.